# Consenso aproximado
Consenso aproximado es un término que se  usa en la toma de decisiones por consenso para indicar el «sentimiento del grupo» sobre un asunto concreto bajo debate. Ha sido definido con la «visión dominante» de un grupo según la determine así su presidente o su coordinador luego de haber evaluado la situación. El término fue usado por primera vez por la  IETF (IETF) al describir sus procedimientos para  grupos de trabajo.  El consenso aproximado es consistente con otras formas de toma de decisiones por consenso, como el consenso de los  cuáqueros.[cita requerida]
Los medios para establecer el consenso aproximado fue descrito por la IETF (1998) como sigue:
Los grupos de trabajo adoptan decisiones por medio de un proceso de «consenso aproximado».  El consenso en la IETF no requiere que todos los participantes estén de acuerdo, aunque por supuesto esto es lo preferible. En general, deberá prevalecer la visión dominante del grupo de trabajo.  (Sin embargo, se debe observar que el «predominio» no debe determinarse por el volumen o la insistencia, sino más bien por un sentimiento más general de acuerdo).  El consenso se puede determinar a mano alzada, con sonidos de asentimiento, o cualquier otro método que acuerde el grupo de trabajo (por consenso aproximado, por supuesto).  Obsérvese que el 51% del grupo de trabajo no cualifica como «consenso aproximado», y que 99% es más que aproximado.  Es tarea del presidente determinar si se ha alcanzado un consenso aproximado (Directrices y procedimientos de los grupos de trabajo de la IETF).